# Rio Guaporé (Rio Grande do Sul)
Pour les articles homonymes, voir Río Guaporé (homonymie).
Le rio Guaporé est un cours d'eau brésilien de l'État du Rio Grande do Sul.
C'est un affluent de la rive droite du rio Taquari, qui reçoit aussi une partie des eaux du rio Marau.